# Moussa Sanogo
Moussa Sanogo (Abidjan, 16 luglio 1983) è un ex calciatore ivoriano, di ruolo attaccante.

## Carriera
Ha giocato nella massima serie dei campionati belga, israeliano e vietnamita.